# ひるザイル
『ひるザイル』は、2010年4月11日から2011年3月27日まで、日本テレビ系列で毎週日曜12:45 - 13:15に放送されていたバラエティ番組である。

## 概要
2010年3月まで同局で放送されていた『EXILE GENERATION』の後継番組。「学校では教えてくれないこと」をEXILEのメンバーが体験する。また、日本テレビ、山形放送、テレビ新潟、テレビ信州、山口放送では昼間に放送されるが、それ以外のほとんどのネット局は「ひる」と付けられた番組タイトルに反して深夜（あるいは夕方）の放送となる。
2010年7月7日より、CS放送「日テレプラス」でも放送開始。
2011年3月27日をもって終了。

## 出演者
- EXILE（メンバーから原則2、3人が出演する。）
- モリモリくん（HIRO命名の訛っている（栃木弁）進行役の猿。声はU字工事の福田が務めているが、クレジットなし。）
- 藤井恒久（日本テレビアナウンサー、企画の進行を担当。開始当初は不定期に出演していたが、2010年11月以降は「ひるザイル専属アナウンサー」として出演している。）

## ゲスト
| 放送回数 | 放送日         | 出演メンバー                                     | ゲスト                                                                                         |
| -------- | -------------- | ------------------------------------------------ | ---------------------------------------------------------------------------------------------- |
| 第1回    | 2010年4月11日  | TAKAHIRO、SHOKICHI                               | 関根勤                                                                                         |
| 第2回    | 2010年4月18日  | MAKIDAI、KENCHI                                  | トータルテンボス、大橋のぞみ                                                                   |
| 第3回    | 2010年4月25日  | MATSU、NAOTO                                     | 響                                                                                             |
| 第4回    | 2010年5月2日   | TAKAHIRO、TETSUYA                                | NON STYLE                                                                                      |
| 第5回    | 2010年5月9日   | AKIRA、KEIJI                                     | 川島明（麒麟）、成海璃子                                                                       |
| 第6回    | 2010年5月16日  | MAKIDAI、KENCHI、SHOKICHI                        | なし                                                                                           |
| 第7回    | 2010年5月23日  | TAKAHIRO、KEIJI                                  | 世界のナベアツ、庄司智春（品川庄司）                                                           |
| 第8回    | 2010年5月30日  | TAKAHIRO、KEIJI KENCHI、KEIJI、TETSUYA、SHOKICHI | 世界のナベアツ、庄司智春（品川庄司）                                                           |
| 第9回    | 2010年6月6日   | USA、NAOTO、NAOKI                                | なし                                                                                           |
| 第10回   | 2010年6月13日  | NESMITH、NAOKI                                   | アンジャッシュ                                                                                 |
| 第11回   | 2010年6月20日  | MATSU、KEIJI                                     | 西野亮廣（キングコング）、木村卓寛（天津）                                                     |
| 第12回   | 2010年6月27日  | MAKIDAI、KENCHI、NAOTO                           | なし                                                                                           |
| 第13回   | 2010年7月4日   | TAKAHIRO、TETSUYA                                | 世界のナベアツ、川田広樹（ガレッジセール）                                                     |
| 第14回   | 2010年7月11日  | KENCHI、NAOTO、NAOKI                             | なし                                                                                           |
| 第15回   | 2010年7月18日  | MATSU、KEIJI                                     | フットボールアワー                                                                             |
| 第16回   | 2010年7月25日  | メンバー全員                                     | ヨネスケ                                                                                       |
| 第17回   | 2010年8月1日   | メンバー全員                                     | なし                                                                                           |
| 第18回   | 2010年8月8日   | AKIRA、NAOKI                                     | サンドウィッチマン                                                                             |
| 第19回   | 2010年8月15日  | KEIJI、NAOKI                                     | インパルス                                                                                     |
| 第20回   | 2010年8月22日  | NAOTO、TETSUYA                                   | 天津                                                                                           |
| 第20回   | 2010年9月5日   | KEIJI、NAOTO、NAOKI                              | なし                                                                                           |
| 第21回   | 2010年9月12日  | KENCHI、TAKAHIRO                                 | 天津                                                                                           |
| 第22回   | 2010年9月19日  | KEIJI、NESMITH、TETSUYA                          | なし                                                                                           |
| 第23回   | 2010年9月26日  | メンバー全員                                     | ヨネスケ、世界のナベアツ、トータルテンボス、大橋のぞみ、庄司智春（品川庄司）、木村卓寛（天津） |
| 第24回   | 2010年10月3日  | KEIJI、TETSUYA                                   | イジリー岡田、ペナルティ                                                                       |
| 第25回   | 2010年10月10日 | USA、KENCHI、SHOKICHI                            | なし                                                                                           |
| 第26回   | 2010年10月17日 | MAKIDAI、TETSUYA                                 | 響                                                                                             |
| 第27回   | 2010年10月31日 | KENCHI、NESMITH、SHOKICHI                        | ななめ45°、向谷実                                                                              |
| 第28回   | 2010年11月7日  | KENCHI、SHOKICHI                                 | 川島明（麒麟）、梶原雄太（キングコング）                                                       |
| 第29回   | 2010年11月14日 | MATSU、NAOTO、NAOKI                              | なし                                                                                           |
| 第30回   | 2010年11月21日 | TETSUYA、NESMITH、SHOKICHI                       | オリエンタルラジオ                                                                             |
| 第31回   | 2010年11月28日 | TETSUYA、NESMITH、SHOKICHI                       | オリエンタルラジオ                                                                             |
| 第32回   | 2010年12月5日  | KENCHI、NAOKI                                    | インパルス                                                                                     |
| 第33回   | 2010年12月12日 | KEIJI、NESMITH、SHOKICHI                         | 千秋                                                                                           |
| 第34回   | 2010年12月19日 | MATSU、SHOKICHI、TETSUYA                         | なし                                                                                           |
| 第35回   | 2010年12月26日 | MATSU、SHOKICHI、TETSUYA                         | なし                                                                                           |

## コーナー
- EXILE的相談所

## 過去のエンディング
- EXILE ATSUSHI「ふるさと」（放送開始 - 2010年10月）
- EXILE「I Wish For You」（2010年10月 - 2011年1月）
- EXILE「Each Other's Way 〜旅の途中〜」（2011年2月 - 最終回）

## 放送局
| 放送対象地域   | 放送局                          | 系列                          | 放送曜日・時間    | 遅れ日数   |
| -------------- | ------------------------------- | ----------------------------- | ----------------- | ---------- |
| 関東広域圏     | 日本テレビ 『ひるザイル』制作局 | 日本テレビ系列                | 日曜12:45 - 13:15 | 同時ネット |
| 新潟県         | テレビ新潟                      | 日本テレビ系列                | 日曜12:45 - 13:15 | 同時ネット |
| 北海道         | 札幌テレビ                      | 日本テレビ系列                | 木曜25:43 - 26:13 | 11日遅れ   |
| 青森県         | 青森放送                        | 日本テレビ系列                | 月曜24:59 - 25:29 | 15日遅れ   |
| 岩手県         | テレビ岩手                      | 日本テレビ系列                | 月曜24:29 - 24:59 | 8日遅れ    |
| 宮城県         | ミヤギテレビ                    | 日本テレビ系列                | 水曜24:29 - 24:59 | 10日遅れ   |
| 山形県         | 山形放送                        | 日本テレビ系列                | 日曜16:25 - 16:55 | 7日遅れ    |
| 福島県         | 福島中央テレビ                  | 日本テレビ系列                | 水曜24:29 - 24:59 | 10日遅れ   |
| 山梨県         | 山梨放送                        | 日本テレビ系列                | 金曜25:53 - 26:23 | 19日遅れ   |
| 長野県         | テレビ信州                      | 日本テレビ系列                | 土曜17:00 - 17:30 | 6日遅れ    |
| 静岡県         | 静岡第一テレビ                  | 日本テレビ系列                | 水曜25:09 - 25:39 | 17日遅れ   |
| 石川県         | テレビ金沢                      | 日本テレビ系列                | 水曜24:29 - 24:59 | 10日遅れ   |
| 中京広域圏     | 中京テレビ                      | 日本テレビ系列                | 日曜25:20 - 25:50 | 7日遅れ    |
| 近畿広域圏     | 読売テレビ                      | 日本テレビ系列                | 木曜26:08 - 26:38 | 46日遅れ   |
| 鳥取県・島根県 | 日本海テレビ                    | 日本テレビ系列                | 月曜25:44 - 26:14 | 8日遅れ    |
| 広島県         | 広島テレビ                      | 日本テレビ系列                | 水曜25:04 - 25:34 | 10日遅れ   |
| 山口県         | 山口放送                        | 日本テレビ系列                | 土曜16:55 - 17:25 | 6日遅れ    |
| 香川県・岡山県 | 西日本放送                      | 日本テレビ系列                | 木曜24:38 - 25:08 | 11日遅れ   |
| 愛媛県         | 南海放送                        | 日本テレビ系列                | 月曜25:05 - 25:35 | 8日遅れ    |
| 福岡県         | 福岡放送                        | 日本テレビ系列                | 木曜24:38 - 25:08 | 11日遅れ   |
| 長崎県         | 長崎国際テレビ                  | 日本テレビ系列                | 日曜25:40 - 26:10 | 7日遅れ    |
| 熊本県         | くまもと県民テレビ              | 日本テレビ系列                | 月曜24:29 - 24:59 | 8日遅れ    |
| 大分県         | テレビ大分                      | フジテレビ系列 日本テレビ系列 | 不定期            | 不明       |
| 日本全域       | 日テレプラス                    | CS放送                        | 水曜24:00 - 24:30 | 3ヶ月遅れ  |

## スタッフ
- 構成：金森匠、木南広明、天野慎也、林田晋一
- CAM：青木俊
- VE：吉岡辰沖
- 美術協力：フジアール
- ロケ技術：JCM
- EED：森威志（オムニバスジャパン）
- MA：西村善雄（オムニバスジャパン）
- 音効：梅津承子
- CG：内海秀昭
- おみくじ監修：濱口善幸
- WEB・携帯担当：森永宏二、竹内咲子
- 編成：高谷和男、植野浩之（以前は、プロデューサー）
- コンテンツプロデューサー：堅田真人
- AP：岡野芳子
- デスク：宮沢薫
- 宣伝：角田久美子
- ディレクター：山下朋洋、徳竹陽介、菊池香織、五十嵐邦延、渡辺春佳
- 演出：福田直幸
- 制作協力：サルベージ、イー・カンパニー
- プロデューサー：町尻具宗（日本テレビ）、増田俊二郎
- チーフプロデューサー：福地聡（日本テレビ）
- 企画制作：日本テレビ
- 製作著作：D.N.ドリームパートナーズ、Neike Planning

### 過去のスタッフ
- WEB・携帯担当：田中宏明、杉本正樹、比佐友美
- 編成：戸田一也、大山恭平、糸井聖一、中野裕子
- AP：棚橋砂予
- 宣伝：立柗典子
- 構成：内田ぼちぼち、阿部ランダ
- ディレクター：中田三浩、田上晃一
- チーフプロデューサー：小谷野俊介（日本テレビ）